# Transición demográfica

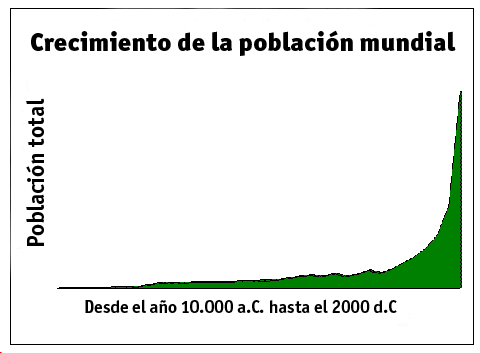
Transición demográfica: la población mundial ha crecido lentamente a lo largo de la historia, pero este crecimiento se ha particularmente acelerado en los últimos 200 años.

Gráfico sobre la transición demográfica.

La transición demográfica es una teoría demográfica que explica el paso a la tecnología de un régimen demográfico preindustrial, presidido por altas tasas de mortalidad y natalidad, a otro industrial con un fuerte incremento de la población y posteriormente postindustrial, con tasas muy bajas de mortalidad y natalidad. Aunque esta teoría, en principio y en lo fundamental, tenía básicamente como propósito dar cuenta de los cambios demográficos provocados por la revolución industrial, su utilización, aunque con críticas y limitaciones, tiene en muchos sentidos, vigencia aún hoy día, ya que puede señalarse e interpretarse que ha constituido un paradigma en la demografía de buena parte del siglo XX.
Inicialmente la transición demográfica pretendía explicar la relación entre los cambios demográficos y los cambios socioeconómicos que se produjeron en el siglo XVIII en los países desarrollados de Europa y por lo tanto establecer una relación de causalidad entre población, desarrollo y crecimiento demográfico.

## Desarrollo de la teoría de la transición demográfica
La teoría de la transición demográfica tiene su inicio en los estudios iniciados por el demógrafo estadounidense Warren Thompson en el año 1929. Thompson observó los cambios que habían experimentado en los últimos doscientos años las sociedades industrializadas de su tiempo con respecto a las tasas de natalidad y de mortalidad. 
Kingsley Davis (1908-1997) —quien acuñaría los términos explosión demográfica y crecimiento cero—, desempeñó un papel importante en la conceptualización y desarrollo del modelo de transición demográfica. 
Frank Wallace Notestein en 1953 utilizó el concepto de transición demográfica (demographic transition) para explicar cambios demográficos desde una alta mortalidad y natalidad a una baja de la mortalidad y posterior baja de la natalidad así como el aumento de la población y los problemas económicos de dichos cambios. Abdel Omran, desde la teoría de la transición epidemiológica resaltó la importancia de la baja de la mortalidad como estímulo para la reducción de la fecundidad.
Sin embargo, las conclusiones negativas, en relación con la mortalidad, del Proyecto Europeo de Fecundidad (promovido por Ansley Coale en la Universidad de Princeton, 1963) llevaron a Francine Van de Valle a señalar que no podía concluirse que el declive de la mortalidad contribuyera al de la natalidad. Además John Knodel descubrió que en algunos landers de Alemania el declive de la fecundidad matrimonial cayó antes que la mortalidad infantil.

### Contradicciones de la teoría de la transición demográfica
Autores como Simon Szreter, apoyándose en los planteamientos de Dennis Hodgson, consideran que existen dos períodos muy distintos e incluso contradictorios en la Teoría de la Transición Demográfica (TTD): el primero constituye lo que se conoce como la teoría clásica de la TTD y es anterior a los años 1950, el segundo se corresponde con planteamientos más institucionales  y posteriores que pretenden corregir ciertos postulados que se habían comprobado erróneos acerca de que el control o reducción del crecimiento de la población era fruto del desarrollo económico y social —en este sentido, en Francia y ciertas regiones de Europa del Este la relación fue justamente la inversa—.
La institucionalización de la TTD o remodelación de la TTD se produjo en un contexto político nuevo -la posguerra posterior a la Segunda Guerra Mundial-. Fue Notestein quien centró la TTD y el control de la fecundidad en los nuevos factores de carácter cultural social y de valores que se estaban produciendo. Notestein junto a Kingsley Davis promovieron la aplicación de políticas de planificación familiar en aquellos países que se consideraban en fase demográfica pretransicional con el objeto de provocar el cumplimiento de la teoría remodelada —en clara contradicción con los principios de la TTD clásica—; ahora, según la nueva TTD, el control de la población debía provocar un desarrollo económico.

## Fenómenos que se intentan explicar en la teoría
La teoría de la transición demográfica pretende explicar conjuntamente dos fenómenos:
- En primer lugar, explica por qué el crecimiento de la población mundial se ha disparado en los últimos 200 años, pasando de los 1000 millones de habitantes de 1800 a los más de  8000 millones de la actualidad.
- En segundo lugar, describe el periodo de transformación de una sociedad preindustrial, caracterizada por tener unas tasas de natalidad y de mortalidad altas, a una sociedad industrial o incluso una sociedad postindustrial, caracterizadas por tener ambas tasas bajas.

La transición demográfica, por cuanto implica un fuerte crecimiento de la población, puede denominarse 'revolución demográfica' o 'explosión demográfica', especialmente durante su fase inicial, caracterizada por la disminución de la mortalidad que produce altas tasas de crecimiento. No debe confundirse con el concepto de explosión de natalidad (baby boom) que se produce en periodos de posguerra con efectos en cierto modo similares, pero por causas opuestas.
Suele utilizarse la expresión explosión blanca para el periodo de transición demográfica que los países europeos sufrieron durante la revolución industrial de los siglos XVIII y XIX (comenzando por Inglaterra y siguiendo por los países de Europa noroccidental, siendo más tardía en Europa meridional y oriental) y que coincidió con fuertes tasas de emigración hacia América y los respectivos imperios coloniales. No debe confundirse con el término revolución blanca, que se da a distintos conceptos políticos.

## Fases de la teoría de la transición demográfica

### Modelo inicial con cinco fases
La teoría de la transición demográfica señala la existencia de un desfase notorio entre la disminución de la mortalidad como una consecuencia del crecimiento de la población urbana y de la mejora del nivel de vida por el desarrollo de la tecnología (alimentación, industria, condiciones sanitarias, transporte, medicina, etc.) y la disminución de la natalidad, como consecuencia de varios fenómenos asociados a los anteriores (tasa de urbanización e industrialización aceleradas, aumento de la escolaridad, especialmente del sexo femenino, el proceso de liberación femenina, etc.). El resultado es el ajuste en el tiempo que se produce entre las tasas de natalidad y mortalidad elevadas y estas mismas tasas a un nivel mucho más bajo. Este proceso se ha venido acelerando con el tiempo, desde casi cien años durante la revolución industrial hasta unos 25 años en épocas recientes en algunos países subdesarrollados. 

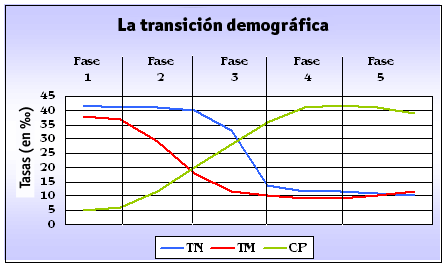
Gráfica 1. Los 5 estadios en que se divide la transición demográfica.
TN=Tasa de natalidad; TM=Tasa de mortalidad; CP=Población (esta variable no se mide con las unidades del eje vertical de este gráfico; y no debe leerse como crecimiento de la población).

#### Fase 1: antiguo régimen demográfico
En el primer estado —típico de las sociedades preindustriales—, las tasas de natalidad y de mortalidad son muy altas, por lo cual el crecimiento natural o vegetativo de la población es muy lento.
Este estado es el que ha caracterizado la historia de la humanidad desde sus orígenes hasta el siglo XVIII. A modo de ejemplo: en la Edad Media y la Edad Moderna las tasas de natalidad y mortalidad se situaban cerca del 40 ‰ o 50 ‰, es decir, nacían muchos niños pero, al mismo tiempo, la mortalidad era muy elevada incluso en los años ordinarios (por la inseguridad vital, la deficiente alimentación, higiene, sanidad, etc.), y mucho más en los años de mortalidad catastrófica suscitada por una coyuntura de crisis (mortalidad provocada por guerras, hambrunas o epidemias).
El crecimiento vegetativo es reducido, pero positivo en los años normales, mientras que las variaciones cíclicas ligadas a la mortalidad catastrófica de los años críticos hacen disminuir drásticamente la población; con lo que a largo plazo la población no suele crecer mucho.

#### Fase 2: comienzo de la transición
Es propio de países en vías de desarrollo. Los índices de mortalidad bajan de forma repentina gracias a las mejoras en las técnicas agrícolas (que aumentan los rendimientos), las mejoras tecnológicas, los avances en medicina y alfabetización. Estos cambios contribuyen decisivamente a alargar la esperanza de vida de las personas y a reducir la mortalidad.
Por el contrario, en este segundo estadio las tasas de natalidad se mantienen muy altas (puede incluso elevarse si las mejoras económicas incentivan una disminución de la edad del matrimonio), razón por la cual se produce un desequilibrio que se traduce en un incremento muy importante de la población.
La tasa de mortalidad desciende, la tasa de natalidad se mantiene elevada; como consecuencia, el crecimiento vegetativo es cada vez mayor.

#### Fase 3: final de la transición
Los índices de natalidad indican un importante descenso motivado por: el acceso a la contracepción, la incorporación de la mujer a la educación y al mercado laboral, el acceso al estado del bienestar, el proceso de urbanización, la emigración, la sustitución de la agricultura de subsistencia por la agricultura de mercado, junto con otros cambios sociales.
La tasa de mortalidad continúa la tendencia bajista iniciada ya en el estadio 2 y, por esta razón, el crecimiento demográfico o crecimiento vegetativo en esta tercera fase es moderado.
La tasa de natalidad desciende, la tasa de mortalidad ya ha alcanzado cifras bajas, con lo que el crecimiento vegetativo se ralentiza.

#### Fase 4: régimen demográfico moderno
Este último estado es típico de las sociedades postindustriales y se caracteriza porque la tasa de mortalidad se reduce hasta alcanzar mínimos históricos y la de natalidad se iguala prácticamente con ella. Al estar las tasas de mortalidad y natalidad en cifras similares y bajas del crecimiento natural de la población, se ralentiza hasta hacerse mínimo o prácticamente nulo pero por razones totalmente opuestas a las del Antiguo Régimen Demográfico en las que las altas cifras de mortalidad impedían el crecimiento de la población.

### Nueva fase al modelo inicial

#### Fase 5 o fase de crecimiento cero
Si bien el modelo original de transición demográfica descrito por Warren Thompson presenta sólo cuatro estadios o etapas, el paso del tiempo ha permitido la adición de una quinta fase en la cual la tasa de natalidad se mantiene baja, mientras que la mortalidad aumenta ligeramente debido al envejecimiento de la población. En esas circunstancias el crecimiento natural puede llegar a ser negativo, como ha ocurrido en los países de Europa Central. Así en los países más desarrollados de Europa Occidental, como Alemania e Italia, el crecimiento natural negativo se ha compensado con cifras positivas del saldo migratorio, produciendo un estancamiento de la población. La expresión crecimiento cero había sido una denominación propuesta por las previsiones neomalthusianas del Club de Roma de 1970, durante ese período.

## La transición demográfica en datos de 2016
El cuadro de abajo permite captar la evolución de la transición demográfica en el año 2016 en 20 países —con las tasas de natalidad y mortalidad correspondientes al mismo año 2016— que ponen de manifiesto los diferentes ritmos existentes a la hora de completar las 5 fases del proceso.
Hay que señalar, sin embargo, que en la actualidad no hay ningún país que se encuentre todavía en la fase 1 ya que las tasas de mortalidad próximas al 40 o 50 ‰ hace décadas que no se registran.
|        | Países         | Tasa de natalidad (en ‰) | Tasa de mortalidad (en ‰) | Diferencia (+-) | Características |
| Fase 1 | -              | 40-50                    | 40-50                     | +10-10          | En la actualidad no hay ningún estado en el mundo que presente Tasas de Mortalidad tan altas. Para encontrar algún país del Tercer Mundo en esta fase, habría que remontarse a la primera mitad del siglo XX; y hasta el siglo XVIII para encontrar algún país que ahora sea desarrollado. |
| Fase 2 | Chad           | 45.75                    | 14.37                     | +31.38          | La natalidad se mantiene alta. Por el contrario, la mortalidad experimenta un fuerte bajón que se traduce en un fuerte aumento de la población. |
| Fase 2 | Rep. del Congo | 42.39                    | 10.55                     | +31.84          | La natalidad se mantiene alta. Por el contrario, la mortalidad experimenta un fuerte bajón que se traduce en un fuerte aumento de la población. |
| Fase 2 | Nigeria        | 40.05                    | 13.15                     | +26.9           | La natalidad se mantiene alta. Por el contrario, la mortalidad experimenta un fuerte bajón que se traduce en un fuerte aumento de la población. |
| Fase 2 | Camerún        | 37.25                    | 11.74                     | +25.51          | La natalidad se mantiene alta. Por el contrario, la mortalidad experimenta un fuerte bajón que se traduce en un fuerte aumento de la población. |
| Fase 2 | Ghana          | 33.13                    | 9.06                      | +24.7           | La natalidad se mantiene alta. Por el contrario, la mortalidad experimenta un fuerte bajón que se traduce en un fuerte aumento de la población. |
| Fase 3 | Namibia        | 29.94                    | 7.21                      | +22.73          | La natalidad inicia un bajón, pero como la mortalidad continúa reduciéndose el crecimiento demográfico sigue siendo marcadamente positivo. |
| Fase 3 | Guatemala      | 27.47                    | 5.4                       | +22.07          | La natalidad inicia un bajón, pero como la mortalidad continúa reduciéndose el crecimiento demográfico sigue siendo marcadamente positivo. |
| Fase 3 | Siria          | 24.04                    | 3.9                       | +20.14          | La natalidad inicia un bajón, pero como la mortalidad continúa reduciéndose el crecimiento demográfico sigue siendo marcadamente positivo. |
| Fase 3 | Argelia        | 24.74                    | 5.13                      | +19.61          | La natalidad inicia un bajón, pero como la mortalidad continúa reduciéndose el crecimiento demográfico sigue siendo marcadamente positivo. |
| Fase 3 | Chile          | 20.02                    | 5.62                      | +15.60          | La natalidad inicia un bajón, pero como la mortalidad continúa reduciéndose el crecimiento demográfico sigue siendo marcadamente positivo. |
| Fase 4 | Cuba           | 10.4                     | 7.68                      | +2.72           | La natalidad y la mortalidad se reducen hasta llegar a valores muy parecidos, por lo cual el crecimiento es insignificante y la migración toma un papel fundamental para el crecimiento poblacional.                                                                                       |
| Fase 4 | Holanda        | 10.2                     | 8.4                       | +1.8            | La natalidad y la mortalidad se reducen hasta llegar a valores muy parecidos, por lo cual el crecimiento es insignificante y la migración toma un papel fundamental para el crecimiento poblacional.                                                                                       |
| Fase 4 | Bélgica        | 11.2                     | 9.8                       | +1.4            | La natalidad y la mortalidad se reducen hasta llegar a valores muy parecidos, por lo cual el crecimiento es insignificante y la migración toma un papel fundamental para el crecimiento poblacional.                                                                                       |
| Fase 4 | Dinamarca      | 10                       | 9.3                       | +0.7            | La natalidad y la mortalidad se reducen hasta llegar a valores muy parecidos, por lo cual el crecimiento es insignificante y la migración toma un papel fundamental para el crecimiento poblacional.                                                                                       |
| Fase 4 | Rusia          | 13.2                     | 13                        | +0.2            | La natalidad y la mortalidad se reducen hasta llegar a valores muy parecidos, por lo cual el crecimiento es insignificante y la migración toma un papel fundamental para el crecimiento poblacional.                                                                                       |
| Fase 5 | Reino Unido    | 10.2                     | 10.4                      | -0.2            | La natalidad sigue descendiendo y llega a situarse por debajo de la creciente mortalidad, con lo cual el crecimiento demográfico es negativo incluso si la migración fuera positiva. |
| Fase 5 | Japón          | 8.2                      | 10.1                      | -1.9            | La natalidad sigue descendiendo y llega a situarse por debajo de la creciente mortalidad, con lo cual el crecimiento demográfico es negativo incluso si la migración fuera positiva. |
| Fase 5 | Portugal       | 7.9                      | 10.2                      | -2.3            | La natalidad sigue descendiendo y llega a situarse por debajo de la creciente mortalidad, con lo cual el crecimiento demográfico es negativo incluso si la migración fuera positiva. |
| Fase 5 | Hungría        | 9.2                      | 12.8                      | -3.6            | La natalidad sigue descendiendo y llega a situarse por debajo de la creciente mortalidad, con lo cual el crecimiento demográfico es negativo incluso si la migración fuera positiva. |
| Fase 5 | Lituania       | 10.1                     | 14                        | -3.9            | La natalidad sigue descendiendo y llega a situarse por debajo de la creciente mortalidad, con lo cual el crecimiento demográfico es negativo incluso si la migración fuera positiva. |

Hasta 2015, en bastantes países de Europa, así como EE. UU. y Canadá, ya han mitigado la tasa de muertes y han aumentado la de nacimientos, gracias al aumento de las esperanzas de vida y las políticas pronatalistas del año 2000, pero en mucho de la Europa Oriental aún sigue vigente el proceso ocurrido en Europa desde 1980. Por otro lado en América Latina, Asia Oriental y el Sur asiático han estado experimentando un envejecimiento progresivo gracias a las aceleradas caídas de las natalidades a partir de 1970 (con la salvedad de Japón en 1960). África es el único continente donde las natalidades aún son altas y las mortalidades cada vez más bajas, además la diferencia entre la natalidad y mortalidad sigue creciendo, como consecuencia la población de África Subsahariana va a aumentar aceleradamente hasta 2050 o si es posible un tiempo más. Noráfrica y el Mediterráneo las tasas de natalidades no bajaron hasta los 1990 y las mortalidades llevaban un buen tiempo bajas, por eso hay una marcada diferencia entre jóvenes y adultos-jóvenes, mientras que en Oceanía cada isla o país tiene su caso particular pero en Australia o Nueva Zelanda siguieron los pasos de las naciones europeas aunque tardíamente.

## Algunas conclusiones del proceso de transición demográfica
De acuerdo con lo expuesto hasta aquí se pueden sacar algunas conclusiones:
- Mayor aumento de la población femenina. Es una de las consecuencias más evidentes de un proceso de transición demográfica está en las variaciones en lo que respecta a la composición de la población según edad y sexo, escolaridad y desarrollo social y educativo:
- Al descender la natalidad y aumentar la esperanza de vida, va disminuyendo la proporción de población masculina con relación a la femenina debido a dos fenómenos demográficos:
  - La mayor natalidad de varones en cualquier país del mundo por una cuestión natural (aproximadamente nacen 103-104 varones por cada 100 mujeres).
  - La mayor esperanza de vida de las mujeres con relación a los hombres. Al disminuir la mortalidad, que es mayor y más temprana en los hombres, aumenta la proporción de mujeres con respecto a los hombres de manera considerable a partir de los 70 a 75 años de edad.

- El resultado final al inicio y al fin del proceso es el mismo: un crecimiento natural bajo. Ahora bien, las circunstancias son diametralmente opuestas: en el estadio 1 porque nace y muere mucha gente (tasas altas); y en el estadio 4 porque nace y muere poca gente (tasas bajas).

- Desde sus orígenes y hasta el siglo XVIII, la humanidad estuvo anclada en el estadio 1 de la transición demográfica. Lo pone de manifiesto la gráfica 2 que se encuentra a la derecha, donde se puede apreciar la lentitud con que creció la población mundial durante este largo período.

- Con el estallido de la Revolución industrial, a mediados del siglo XVIII, los países hoy desarrollados hicieron el salto en el estadio 2, iniciando el rápido crecimiento de la población mundial que refleja la gráfica 2. Los países ricos completaron todo el proceso a finales del siglo XX, momento en el cual estabilizaron a la baja sus tasas de natalidad y mortalidad. Por lo tanto, la transición demográfica se comenzó aquí lentamente, sin brusquedades, a lo largo de unos 250 años.

- Los países en vías de desarrollo o del Tercer Mundo, en cambio, han iniciado la transición demográfica más tarde y repentinamente. Actualmente, la mayoría de ellos —sobre todo los países africanos— se encuentran en el estadio 2 del proceso: mantienen la natalidad muy alta pero, en general, están reduciendo considerablemente la mortalidad. Otros países, especialmente de Latinoamérica, en Asia y también alguno de África, ya se encuentran en la fase 3 del proceso porque han reducido muchísimo la mortalidad y, al mismo tiempo, están disminuyendo paulatinamente la natalidad.

- Los demógrafos consideran que el actual ritmo de crecimiento de la población mundial tiene fecha de caducidad, dado que los países en vías de desarrollo, tarde o temprano, completarán la transición demográfica y acabarán disfrutando de unas tasas de natalidad y mortalidad semejantes en las que tienen los países desarrollados. Por esta razón, los demógrafos consideran que la catástrofe malthusiana pronosticada por Thomas Malthus al principio del siglo XIX no acabará produciéndose.

- La moderación en el crecimiento de la población mundial dependerá de la velocidad con que los países en vías de desarrollo sean capaces de completar la transición demográfica. Según cálculos de la ONU, si los países pobres aceleran el ritmo, en el año 2050 habrá en el planeta unos 7500 millones de habitantes. Si, por el contrario, el proceso no se moderara la población mundial se podría situar aquel año en cerca de los 11 000 millones de habitantes.

- La teoría estrictamente tal es una generalización histórica, derivada de la experiencia de los países que primero conocieron la industrialización, por lo que no representa, ni identifica a los países tercermundistas, que aún en la actualidad presentan altas mortalidades y altas natalidades. (Fuente: Luis Fuentes Arce, Pontificia Universidad Católica de Chile).

## La teoría de la segunda transición demográfica
El término Segunda transición demográfica fue acuñado por Ron Lesthaeghe y D.J. van de Kaa en el año 1986 para referirse a los patrones de cambio en la constitución y reproducción de las familias después de la Segunda Guerra Mundial. Esta segunda transición demográfica incluye, además del descenso de la mortalidad de la TTD un fuerte descenso de la fecundidad y la aparición de la migración como nuevo elemento relevante.
La Segunda transición demográfica o STD vendrá caracterizada por numerosos rasgos:
- Nivel de fecundidad inferior al nivel de reemplazo (el estándar en el nivel de reemplazo es de 2,1 hijos por mujer en el modelo de transición demográfica, no así en el modelo de la revolución reproductiva que puede ser claramente inferior)
- Incremento de la soltería
- Alargamiento en la etapa previa a la  formación de la familia (matrimonio)
- Postergación del primer hijo
- Expansión de las uniones consensuales (parejas de hecho)
- Expansión de los nacimientos fuera del matrimonio
- Alza de las rupturas matrimoniales (separación y divorcio)
- Diversificación de las modalidades de estructura familiar
- Uso generalizado de los métodos anticonceptivos antes de la maternidad —en la primera transición demográfica la anti-concepción se utilizaba después del nacimiento de los primeros hijos—.
- Aparición del fenómeno de la migración

Si en la teoría de la transición demográfica se trata de las variables de fecundidad y mortalidad, en este modelo de la segunda transición demográfica se valoran.

## La teoría de la revolución reproductiva
Desde la teoría de la revolución reproductiva se hace una crítica a las limitaciones de la teoría de la transición demográfica derivadas de su metodología de investigación —apoyada en estudios transversales y expresada en las pirámides de población— que proyecta una visión incompleta no holística de la dinámica población (nuevas fases se deben incorporar a la transición demográfica para dar cuenta de nuevos fenómenos) dejando sin explicación algunos de los mecanismos de reproducción de las poblaciones en la sucesión intergeneracional que se están manifestando en las sociedades modernas. Como propuesta de cambio de paradigma la revolución reproductiva —apoyada en estudios longitudinales— pretende dar cuenta de los cambios demográficos de manera sistémica y no alarmista ni catastrófista. 
La teoría de la revolución reproductiva está descrita por John MacInnes y Julio Pérez Díaz en sus publicaciones The reproductive revolution de 2005 y de 2009 La tercera revolución de la modernidad. La revolución reproductiva Archivado el 4 de marzo de 2016 en Wayback Machine. y The reproductive revolution Archivado el 3 de marzo de 2016 en Wayback Machine.. Los autores señalan la radical relevancia que tiene en su teoría y en los nuevos fenómenos demográficos el concepto de eficiencia reproductiva, así como la longevidad y el reemplazo generacional en las sociedades modernas. Siguiendo el hilo conductor de las ideas de Kingsley Davis (1908-1997) expuestas en 1937 sobre el futuro de la familia y de la fecundidad, establece consecuencias muy distintas sobre las implicaciones y consecuencias que la revolución reproductiva tiene en el descenso del trabajo reproductivo: el declive del patriarcado, la desregulación social de la sexualidad, el paso del género a la generación como eje de distribución de roles productivos-reproductivos, el reforzamiento de lazos familiares y otras consecuencias positivas de la madurez de masas —el mal llamado envejecimiento de la población—.